# Gap junction

Structuur van gap junctions

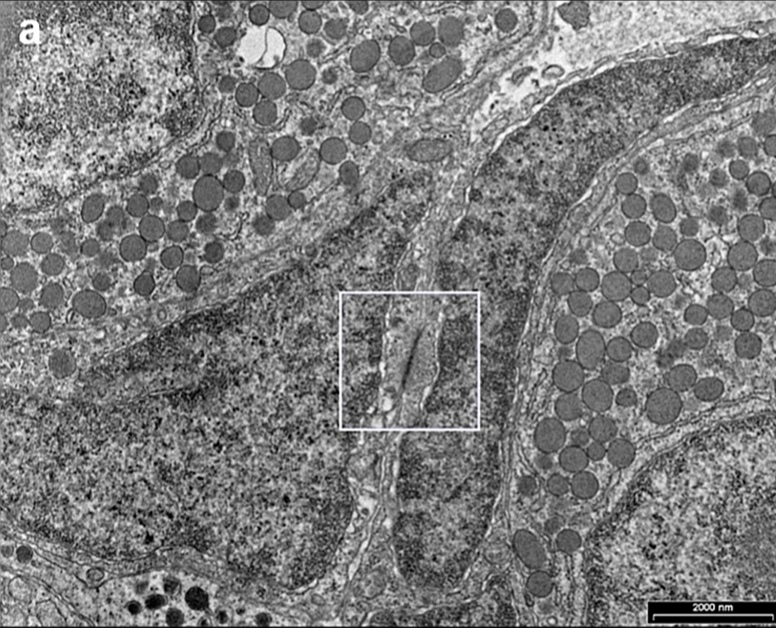
Gonadotrope cel met dichte blaasjes (boven). Stellatecellen (onder). Gap junction (inzet). Opname met elektronenmicroscoop.

Een gap junction of nexus is een kanaal dat twee elektrisch actieve cellen met elkaar verbindt. Met hun diameter van 1.2 tot 2 nanometer kunnen gap junctions kleine ionen en moleculen doorlaten. Gap junctions komen voor in spieren die in staat zijn zelfstandig gecoördineerd samen te trekken, zoals de hartspier, de wanden van bloedvaten en de uterus. Ze zijn cruciaal voor het functioneren van deze spieren omdat ze elektrische stroom in de vorm van kalium- of calciumionen tussen cellen doorlaten en zo het synchroniseren van actiepotentialen mogelijk maken.
Daarnaast zijn ze gevonden in elektrische synapsen en in de retina.
Een gap junction bestaat uit twee halve kanalen, de zogeheten connexons, die elk weer uit 6 connexines bestaan. Connexines worden in de celkern gesynthetiseerd en vervolgens naar het celmembraan getransporteerd. Daar vormen ze connexons. Wanneer de connexons van twee cellen elkaar ontmoeten vormen ze samen een gap junction. Hierbij worden ze geholpen door cadherines.